# Peucaea mystacalis
Peucaea mystacalis е вид птица от семейство Овесаркови (Emberizidae).

## Разпространение
Видът е разпространен в Мексико.